# Jeunes Européens fédéralistes (Belgique)
Pour les articles homonymes, voir JEF.
Les Jeunes Européens fédéralistes - Belgique (JEF Belgique) constituent la section nationale belge des Jeunes Européens fédéralistes (JEF) - Europe. JEF est une ONG de jeunesse transpartisane, qui existe dans plus de 35 pays en Europe. Pour JEF, le fédéralisme est le premier pas vers une société plus libre, juste et égale. En Belgique, JEF est proche du Mouvement européen-Belgique et de son « Comité Jeunes ».
L'équipe belge est actuellement dirigée par Nicolas Hubert (succédant à Anna-Lena Sender). JEF Belgique s'impose d'être multilingue. Chacun parle en français, néerlandais ou anglais et il y a traduction si nécessaire.
JEF Belgique organise de nombreux débats en Belgique avec des personnalités politiques belges qui travaillent pour les institutions européennes, principalement des députés européens, mais aussi des excursions à l'étranger, des actions de rue, des stands d'information, des séances d'informations dans les écoles (Europe@School), ainsi que les « JEF Belgium Training Days » chaque année.

## Fonctionnement structurel

### Le bureau
Le bureau s’occupe de la gestion quotidienne de JEF Belgique. Il établit le programme et les activités, et est chargé de leur exécution. Le Bureau est également l’organe qui représente JEF Belgique tant au niveau national qu’au sein des structures européennes centrales comme JEF Europe et l’UEF (Union des Européens Fédéralistes), ainsi que lors des séminaires internationaux.
Le bureau est également chargé d’assurer la médiatisation de JEF Belgique via communiqués de presse, la publication d’articles et le maintien du site web. Il s’efforce également de recruter de manière active de nouveaux membres. JEF Belgique fonctionne tant au niveau local (actuellement, à Bruxelles et Liège), national, qu’international.

### Présidence
- Actuel: Nicolas Hubert
- 2020-2021: Anna-Lena Sender
- 2019-2020: Ine Tollenaers
- 2017-2019: Martin Maréchal
- 2015-2016: Joke Minnen
- 2014-2015: Jeremy Van Gorp
- 2013-2014: Conny Hoffmann
- 2012-2013: Peter Oomsels
- 2010-2012: Angelique Vandekerckhove
- 2008-2010: Elisabeth Velle
- 2005-2008: Alexander Hoefmans

### Le comité fédéral
Le comité fédéral est un organe de conseil qui aide à gérer et à donner une ligne politique à l’association. Le comité est composé des membres du Bureau, de deux représentants par section locale et de trois membres JEF élus par l'Assemblée Générale. Le Comité Fédéral est surtout consulté pour déterminer les positions stratégiques de JEF Belgique, soit au niveau interne soit en vue de la préparation des réunions bisannuelles de JEF Europe, où les résolutions présentées par les différentes sections nationales de l'organisation sont adoptées.

### Les sections locales
JEF Belgique dispose actuellement de deux sections locales actives à Bruxelles et à Liège, et de trois sections dormantes à Leuven, Louvain-la-Neuve et Gent. Ces sections locales sont au cœur de la JEF en Belgique et elles organisent des événements et des activités locales pour les jeunes et les étudiants, tout en soutenant des projets et des campagnes au niveau national. Elles constituent l'échelon le plus important de l'organisation puisque c'est via ces sections qu'est abordé le public et que les membres sont recrutés, permettant le développement de JEF et assurant sa visibilité.

### Le JEF Cross Border Network
JEF Belgique est l'un des membres fondateurs du JEF Cross Border Network fondé en 2012 avec les sections JEF des Pays-Bas, Rhénanie-du-Nord-Westphalie, Luxembourg et Lille. Ce réseau de sections JEF donne aux sections locales l'opportunité d'organiser ensemble des activités et d'échanger leurs expériences. Chaque année un séminaire trans-frontalier est organisé pour toutes les sections. Entretemps le Cross Border Network de JEF s'est également élargi à la section JEF de Rhénanie-Palatinat.